# کوه سوسوا
کوه سوسوا (به لاتین: Mount Suswa) یک کوه در کنیا است که در کنیا واقع شده‌است. کوه سوسوا ۲٬۳۵۶ متر بالاتر از سطح دریا واقع شده‌است.